# 삼각형의 외접원과 두 변에 접하는 원

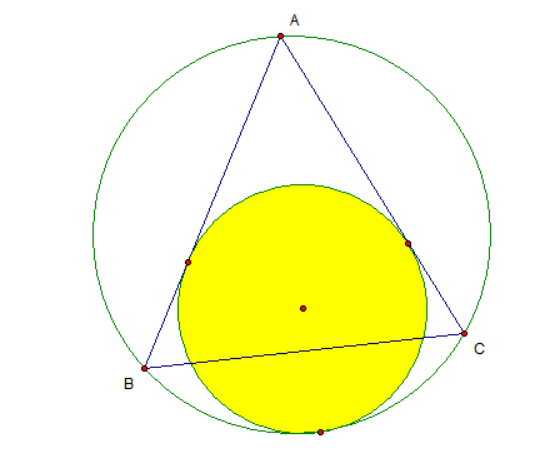
Mixtilinear Incircle

아래는 삼각형의 외접원과 두 변에 접하는 원(Mixtilinear Incircle)에 대한 설명이다.

## 개요
삼각형의 외접원과 두 변에 접하는 원은 3개가 있다. 그리고 이 원들의 두 변과의 접점의 중점이 삼각형의 내심이 된다. 또한 이 원들과 삼각형 외접원과의 접점과 마주보는 삼각형의 꼭짓점을 이은 세 개의 직선은 한 점에서 만나고, 이 점은 삼각형의 외심과 내심을 잇는 선 위에 있다.

## 기하학적 성질
{\displaystyle O_{a},O_{b},O_{c}}를 각각 변 AB, CA에 접하고 삼각형 ABC의 외접원에 내접(접점을 X라 하자)하는 원, 변 AB, BC에 접하고 삼각형 ABC의 외접원에 내접(접점을 Y라 하자)하는 원, 변 AC, BC에 접하고 삼각형 ABC의 외접원에 내접(접점을 Z라 하자)하는 원이라 하자.

### 원의 위치
- 선분 AX, BY, CZ는 한 점에서 만나고, 그 점은 직선 OI위의 점이다.(O는 외심, I는 내심)

점 A는 내심과 {\displaystyle O_{a}}의 중심의 R(내접원의 반지름):({\displaystyle O_{a}}의 반지름) 외분점이다.(이는 닮음을 이용하여 쉽게 보일 수 있다.)
또한 X는 외심과 {\displaystyle O_{a}}의 중심의 r(외접원의 반지름):({\displaystyle O_{a}}의 반지름) 외분점이다.(외접원과 {\displaystyle O_{a}}가 접하므로 자명)
그러므로 달랑베르 정리에 의해 O와 I의 R:r 외분점은 선분 AX위에 존재한다.
같은 방법으로 선분 AX, BY, CZ는 O와 I의 R:r 외분점을 지난다.
- 내심 I는 {\displaystyle B_{a}}({\displaystyle O_{a}}와 변 AB의 접점)와 {\displaystyle C_{a}}({\displaystyle O_{a}}와 변 AC의 접점)를 잇는 선분의 중점이다.

직선 {\displaystyle XC_{a}}와 외접원이 만나는 또 다른 점을 {\displaystyle C_{1}}이라 하자.
(외접원에서 열호 {\displaystyle AC_{1}}과 열호 {\displaystyle BX}의 원주각의 합)= {\displaystyle \angle BC_{a}X}=({\displaystyle O_{a}}에서 열호 {\displaystyle C_{a}X}의 원주각)=(외접원에서 열호 {\displaystyle C_{1}X}의 원주각) 이므로
{\displaystyle C_{1}}은 열호 AB의 중점이 된다.
{\displaystyle \therefore }({\displaystyle C_{1}}, {\displaystyle I}, {\displaystyle C}){\displaystyle collinear}
{\displaystyle ISW} {\displaystyle (B_{1},I,B)collinear}
이제 {\displaystyle A,B,B_{1},X,C_{1},C}에 대한 파스칼의 정리에 의하여 내심 I는 {\displaystyle B_{a}}와 {\displaystyle C_{a}}를 잇는 선분 위에 있다.
그런데 내심 I는 각 BAC의 이등분선 위에 있으므로
{\displaystyle \therefore }내심 I는 {\displaystyle B_{a}}와 {\displaystyle C_{a}}를 잇는 선분의 중점이다.

### 원의 반지름
- {\displaystyle O_{a}}의 반지름은 {\displaystyle {\frac {r}{cos^{2}({\tfrac {\angle A}{2}})}}}이다.

{\displaystyle {\overline {O_{a}B_{a}}}={\frac {\overline {IB_{a}}}{cos({\frac {\angle A}{2}})}}={\frac {\overline {IB_{0}}}{cos^{2}({\frac {\angle A}{2}})}}={\frac {r}{cos^{2}({\frac {\angle A}{2}})}}}( {\displaystyle B_{0}} : 변 AC와 내접원의 접점)
- {\displaystyle C_{a},B,X,I}는 한 원 위에 있다.

{\displaystyle \angle BIC_{a}=\angle ACI-\angle ABI={\frac {\angle C}{2}}=\angle C_{1}XB}이므로 성립한다. 마찬가지로 {\displaystyle B_{a},C,X,I}등도 한 원 위에 있다.

## 두 원의 근축에 대한 성질
- 선분 XI는 각 BXC를 이등분한다.

{\displaystyle \angle BXI=\angle AC_{a}I={\frac {\angle B+\angle C}{2}}={\frac {\angle BXC}{2}}}

### 세 원의 근심에 관한 성질
- {\displaystyle A_{1}}(A를 포함하지 않는 호 BC의 중점)은 원 {\displaystyle O_{b},O_{c}}의 근축 위의 점이다.

{\displaystyle {\overline {A_{1}B}}={\overline {A_{1}C}}} 이므로 {\displaystyle {\overline {A_{1}A_{c}}}{\overline {A_{1}Z}}={\overline {A_{1}A_{c}}}^{2}+{\overline {A_{1}A_{c}}}{\overline {ZA_{c}}}={\overline {A_{1}A_{c}}}^{2}+{\overline {BA_{c}}}{\overline {CA_{c}}}={\overline {A_{1}B}}^{2}={\overline {A_{1}C}}^{2}}({\displaystyle \because }스튜어트의 정리)이다.

마찬가지로 {\displaystyle {\overline {A_{1}A_{b}}}{\overline {A_{1}Z}}={\overline {A_{1}B}}^{2}={\overline {A_{1}C}}} 이므로 {\displaystyle A_{1}}은 원 {\displaystyle O_{b},O_{c}}의 근축 위의 점이다.